# Maurice Camille Bailloud
Maurice Camille Bailloud (Tours, 13 ottobre 1847 – Parigi, 1º luglio 1921) è stato un generale francese, veterano combattente della guerra franco-prussiana, si distinse poi durante un lungo periodo di servizio nelle colonie, partecipando alla campagna per la conquista del Madagascar.
Durante il periodo precedente la prima guerra mondiale ricoprì l'incarico di comandante del XX Corpo d'armata di Nancy, e poi del XIX Corpo d'armata di Algeri. Dopo lo scoppio della guerra fu comandante della 17ª e poi della 10ª Regione militare di Tolosa, passando al comando della 156ª Divisione di fanteria impiegata durante l'attacco alla Turchia, nel 1915-1916. Tra il 17 aprile e il 20 ottobre 1917 svolse l'incarico di Ispettore generale delle truppe francesi in Egitto, Palestina e Cipro.

## Biografia

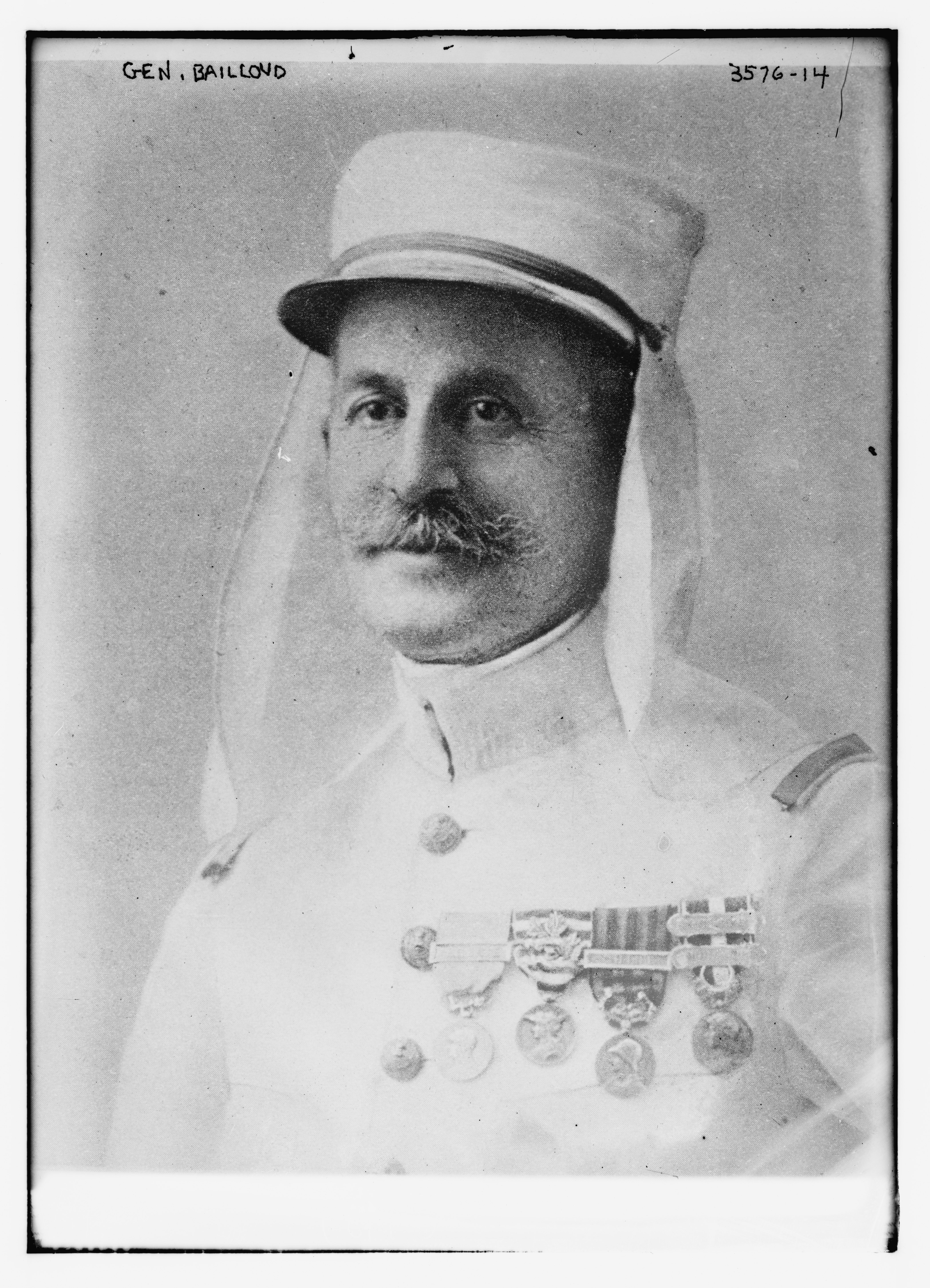
Maurice Camille Bailloud in divisa coloniale con le decorazioni.

Nacque a Tours il 13 ottobre 1847 figlio di Ennemond Henri, tenente di vascello della Marine nationale e di Virginie Marie Marchand. 
Nel 1866 fu ammesso a frequentare l'École spéciale militaire de Saint-Cyr, da cui uscì il 5 ottobre del 1868 (Promotion du Sultan), con il grado di sottotenente, assegnato all'arma di fanteria. Il 5 ottobre del 1870 fu promosso al grado di tenente, passando a quello di capitano il 31 dicembre del 1872.  Il 22 febbraio 1879 sposò la signorina Marie Chambert, dalla quale ebbe quattro figli.

### Una carriera coloniale
Nominato chef d'escadron il 14 dicembre 1884, nel corso del 1888 svolse di una missione di ricognizione in Asia centrale (Caucaso e Armenia). Promosso tenente colonnello il 23 marzo 1891, fu assegnato al 22º Reggimento d'artiglieria di stanza a Versailles. Nel corso del 1895 fu assegnato, in qualità di Capo di stato maggiore, al Corpo di spedizione al comando del generale Jacques Duchesne che doveva assoggettare il Madagascar. Si distinse durante l'occupazione di Tananarive e Majunga, venendo promosso al grado di colonnello il 23 marzo dello stesso anno. Il 31 marzo 1891 assunse il comando dell'11º Reggimento d'artiglieria. Il 4 ottobre 1898 fu promosso al grado di generale di brigata, assumendo quello stesso giorno l'incarico di Segretario generale e capo della Casa militare della Presidenza della Repubblica. Nel 1900 svolse un ruolo essenziale dopo la morte improvvisa del Presidente della Repubblica Félix Faure. Il 20 luglio di quello stesso anno assunse l'incarico di comandante della 2ª Brigata di fanteria assegnata al Corpo di spedizione in Cina che doveva reprimere la ribellione dei Boxer. Al ritorno in Patria, il 30 dicembre 1901 fu promosso al grado di generale di divisione. Il 9 febbraio 1902 divenne comandante della 20ª Divisione di fanteria, con Quartier generale a Saint-Servat, che aveva responsabilità sulle sub-divisioni delle regioni di Cherbourg, Saint-Lô, Granville e di Saint-Malo.
Tra il 7 ottobre 1902 e il 13 gennaio 1906 fu comandante della Divisione di Algeri. Cercò di favorire la penetrazione francese nel deserto del Sahara con ogni mezzo compreso l'aeroplano, le automobili e le motociclette. Assunse successivamente l'incarico di comandante del XX Corpo d'armata di Nancy, in Francia, ma poco dopo, il 24 maggio 1907,  fu sollevato dall'incarico a causa di alcuni commenti fortemente antitedeschi espressi durante un pubblico discorso. Riabilitato ben presto, il 21 novembre dello stesso anno gli fu affidato il comando del XIX Corpo d'armata di stanza ad Algeri. Il 13 ottobre 1912 fu posto in posizione di riserva.

### La prima guerra mondiale

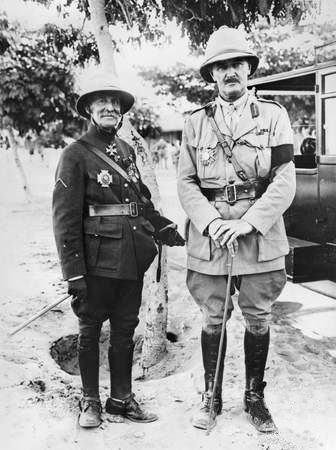
I generali Bailloud e Allenby in Palestina nel 1917

All'atto della mobilitazione generale del 31 luglio 1914 presentò domanda per essere riammesso in servizio attivo. Il 2 agosto gli fu affidato il comando della 17ª Regione militare di Tolosa, per passare, il 2 ottobre, a quello della 10ª Regione militare di Rennes. Raggiunse la zona di operazioni il 16 marzo 1915, assegnato come comandante alla 156ª Divisione di fanteria. Tale unità venne impiegata durante l'attacco alla Turchia, e tra il 1º luglio e il 4 ottobre svolse le funzioni di comandante pro tempore del Corpo di spedizione francese in seguito al ferimento del suo comandante, generale Henri Gouraud. Durante lo svolgimento di tale incarico dovette fronteggiare un'epidemia di colera che falcidiò le truppe alleate.
Jean José Frappa, un giovane ufficiale arrivato al seguito del comandante dell'Armée d'Orient generale Sarrail, diede di lui la seguente descrizione  durante un incontro tra i due generali avvenuto il 12 ottobre 1915 nella rada di Salonicco a bordo della corazzata Provence:
Dopo lo battaglia della spiaggia di Suvla (6-15 agosto 1916), il 26 dello stesso mese venne messo nuovamente in disponibilità, ma il 17 aprile 1917 assunse l'incarico di Ispettore generale delle truppe francesi in Egitto, Palestina e Cipro. Il 20 ottobre dello stesso anno fu messo definitivamente in posizione di riserva. 
Nel 1921 fu nominato Ispettore generale delle truppe francesi in Siria. Morì per le ferite riportate durante un incidente aereo a Bar-le-Duc mentre effettuava una missione tra Parigi e Strasburgo, il 27 giugno dello stesso anno, spegnendosi nella sua casa di Parigi, sita nel XVI Arrondissement, a causa delle ferite riportate, il 1º luglio successivo.

### La morte del figlio
Dopo lo scoppio della prima guerra mondiale, suo figlio Ennemond militò nelle file dell'Aéronautique Militaire come Maresciallo pilota. L'8 settembre 1914 decollò dall'aerodromo della Scuola militare di Saint-Cyr alle 15.15. Sorpreso da un violento temporale, il suo apparecchio precipitò nel bosco di Vincennes, causando la morte dello sfortunato aviatore.

### Annotazioni
1. ↑  Jeanne (1880-), Charles (1881-), Thérèse (1885-1973), ed Ennemond (aviatore 1890-1914).
2. ↑  Nel 1905 divenne Grande Ufficiale della Legion d'onore.
3. ↑  Tale unità, considerata l'élite dell'esercito francese, era schierata al confine con la Lorena.
4. ↑  A quell'epoca aveva 68 anni.
5. ↑  Il generale Gouraud aveva a sua volta sostituito il generale Albert d'Amade.

### Fonti
1. ↑  http://www.culture.gouv.fr/Wave/savimage/leonore/LH008/PG/FRDAFAN83_OL0093039v035.htm
2. 1 2  Bodin 1979, p. 27.
3. 1 2 3  Porch 2005, p. 77.
4. 1 2 3 4  Jarrige 2014, p. 6.
5. 1 2 3  Weber 1959, p. 77.
6. ↑  Trout 1969, p. 94.
7. ↑  Keegan 1998, p. 68.
8. 1 2 3 4 5  Doughty 2009, p. 210.
9. 1 2  Jean José Frappa, Makédonia souvenirs d'un officier de liaison en Orient, E. Flammarion, Paris, 1921.
10. ↑  Greenhalgh 2014, p. 106.
11. ↑  http://www.culture.gouv.fr/Wave/savimage/leonore/LH008/PG/FRDAFAN83_OL0093039v007.htm
12. ↑  http://www.culture.gouv.fr/Wave/savimage/leonore/LH008/PG/FRDAFAN83_OL0093039v001.htm